# Susanne Lothar
Susanne Lothar   (Hamburg, 15 de novembre de 1960 - Berlín, 21 de juliol de 2012) va ser una actriu alemanya de cinema, televisió i teatre. El seu treball interpretatiu destaca per les col·laboracions amb el cineasta austríac Michael Haneke. Estava casada amb el també actor Ulrich Mühe, amb qui va coincidir sovint als escenaris i a la gran pantalla.

## Biografia
Susanne Lothar va néixer el 15 de novembre de 1960 a Hamburg. Filla única dels actors Hanns Lothar i Ingrid Andree, els seus pares es van divorciar quan ella tenia cinc anys, un any abans de la mort del seu pare. Lothar va créixer amb la seva mare a Eppendorf i va estudiar teatre a la Hochschule für Theater und Musik d'Hamburg.
Lothar va ser una estrella de la companyia de teatre Deutsches Schauspielhaus d'Hamburg durant molts anys, sota la direcció de Peter Zadek. La carrera escènica de Lothar la va portar a Colònia, Viena, Zúric, Stuttgart, Salzburg i Berlín. El 1988 va ser escollida com a actriu de l'any.
El 1999, Lothar i Muhe van tornar a Hamburg per a protagonitzar la producció de Zadek de Cleansed de Sarah Kane. La producció implicava que els actors es violentessin els uns contra els altres, provocant l'escàndol del públic, fet que va consolidar la seva reputació com a actors «radicals».

## Cinema
Lothar va debutar al cinema a Eisenhans (1983) de Tankred Dorst, que li va valer el premi nacional a la millor actriu novella. Més endavant, va treballar amb el director austríac Michael Haneke en quatre pel·lícules, sovint interpretant dones en estats d'angoixa física o emocional.
A Funny Games (1997), ella i Mühe van interpretar un matrimoni burgès que és torturat i finalment assassinat per dos joves intrusos a la seva segona residència. Haneke va oferir originalment el paper a Isabelle Huppert, que el va rebutjar, explicant més tard que «hi havia molt poc espai per a la ficció, era més un sacrifici per als actors que qualsevol altra cosa». En una entrevista del 2019 per al llançament de la col·lecció Criterion de Funny Games, Haneke va explicar que va exigir a Lothar que filmés múltiples preses d'escenes difícils fins que va arribar a l'estat d'esgotament físic i mental que volia per al personatge. Els temes controvertits de la pel·lícula i l'èxit al circuit de festivals de cinema van donar a conèixer Lothar al públic internacional.
El mateix any, Lother i Mühe van aparèixer a l'adaptació de Haneke de la novel·la de 1926 El castell de Franz Kafka. Mostrada per primera vegada a la televisió a Àustria, la pel·lícula es va estrenar a les sales d'Alemanya, la República Txeca, el Japó, el Canadà i els Estats Units d'Amèrica.
Lothar va treballar al drama psicològic de Haneke La pianista (2001) com l'ambiciosa mare d'una jove pianista que és assetjada per la seva professora (interpretada per Isabelle Huppert). La pel·lícula va guanyar diversos premis al 54è Festival Internacional de Cinema de Canes.
L'última pel·lícula de Lothar amb Haneke va ser el drama d'època guanyador de la Palma d'Or Das weiße Band (2009), un examen de la repressió i la violència en un poble alemany just abans de l'esclat de la Primera Guerra Mundial. El paper de Lothar com a llevadora en una relació abusiva amb el metge del poble va tornar a mostrar el seu talent per a interpretar dones angoixades i masoquistes.
L'any 2006, Lothar i Mühe van protagonitzar el primer llargmetratge de Nicole Mosleh Nemesis, una altra representació d'una parella casada en crisi. A Mühe se li va diagnosticar càncer mentre la pel·lícula estava en postproducció i va morir abans de la seva finalització. Després de la mort de Mühe, Lothar va presentar una demanda legal contra els cineastes, impedint la seva exhibició durant tres anys. Nemesis es va estrenar finalment al Festival Internacional de Cinema de Hof el 2010.
Lothar també va interpretar papers en anglès a El lector (2008) de Stephen Daldry i Anna Karènina (2012) de Joe Wright. En el moment de la seva mort, acabava de rodar el drama Inner Amok amb el director austríac Peter Brunner.

## Vida personal
Lothar es va casar amb l'actor Ulrich Mühe el 1997. Van tenir dos fills junts i Lothar va ser madrastra de la filla de Mühe d'un matrimoni anterior, l'actriu Anna Maria Mühe. El febrer de 2007, Mühe i Lothar van assistir a la 79a cerimònia dels premis Oscar a Los Angeles, on la pel·lícula de Mühe La vida dels altres va guanyar el guardó a la millor pel·lícula de parla no anglesa. Mühe, que patia un càncer terminal, va morir el juliol de 2007.
Lothar va morir a Berlín el 21 de juliol de 2012, als 51 anys. La seva mort va ser anunciada per l'advocat de la seva família, que va afegir que no donaria més detalls sobre la causa de la mort «per raons comprensibles». A la seva entrevista del 2019 per a la col·lecció Criterion, Haneke va confirmar que Lothar s'havia suïcidat el dia abans del cinquè aniversari de la mort de Mühe.